# David Miller (Eishockeyspieler)
David Engelbert Miller (* 15. Dezember 1925 in Wilkie, Saskatchewan; † 8. Oktober 1996 in Victoria, British Columbia) war ein kanadischer Eishockeyspieler. Bei den Olympischen Winterspielen 1952 gewann er als Mitglied der kanadischen Nationalmannschaft die Goldmedaille. 

## Karriere
David Miller begann seine Karriere als Eishockeyspieler in diversen Juniorenligen in Alberta. Er diente während des Zweiten Weltkriegs in der kanadischen Armee und spielte Eishockey in England. Mit den Edmonton Mercurys repräsentierte er 1952 Kanada bei den Olympischen Winterspielen. 

### International
Für Kanada nahm Miller an den Olympischen Winterspielen 1952 in Oslo teil, bei denen er mit seiner Mannschaft die Goldmedaille gewann. In acht Spielen erzielte er zehn Tore und zwei Vorlagen. 

## Erfolge und Auszeichnungen
- 1952 Goldmedaille bei den Olympischen Winterspielen